# Xanthotype sospetaria
Xanthotype sospetaria là một loài bướm đêm trong họ Geometridae.